# هيدينوري عيسى
هيدينوري عيسى (باليابانية: 井佐英徳؛ بالكانا: いさ ひでのり) هو متسابق بياثل ياباني، ولد في 30 يوليو 1976 في أوجيا في اليابان.

## وصلات خارجية
- هيدينوري عيسى على موقع IBU (الإنجليزية)
- هيدينوري عيسى على موقع اللجنة الأولمبية الدولية (الإنجليزية)
- هيدينوري عيسى على موقع أوليمبيديا (الإنجليزية)